# اسب‌چین
رودخانه اسبچین از رودخانه‌های استان مازندران ایران است.
این رودخانه از کوه‌های ولگم چال و ماری سرا سر چشمه گرفته پس از عبور از آبادی‌های مسیر در ۲۷کیلومتری جنوب شرقی تنکابن به دریا می‌ریزد. آبادی‌های اطراف این رودخانه عبارتند از: تازه آباد – روستای اسبچین – گراب –علی‌آباد که سکنه آن به روستای لنگا کوچ کرده‌اند. عمق این رودخانه در فصول مختلف متغیر است و حداکثر تا ۱٫۵ متر می‌رسد. در مواقعی که آب رودخانه زیاد باشد از مصب رودخانه تا یک کیلومتری سمت جنوب قابل قایقرانی کوچک می‌باشد.